# Дегтярёв, Михаил Георгиевич
Михаил Георгиевич Дегтярёв (род. 2 января 1943, Рязань) — советский и украинский искусствовед, член Союза художников УССР (с 1987 г.), затем Украины, соучредитель Общественного комитета защиты архитектуры Киева, действительный член Нью-Йоркской академии наук, один из самых известных защитников Киева от незаконной застройки.
Школьный друг художника и скульптора Михаила Шемякина.

## Биография
- Михаил Георгиевич Дегтярёв родился 2 января 1943 года в семье Георгия Петровича Дегтярева, военнослужащего, потомка известных купцов и Ольги Николаевны Космодемьянской, балерины из семьи священнослужителя.
- В 1965 году окончил Киевский государственный художественный институт отделение романо-германской филологии и окончив, работает в области искусствоведения.
- В течение 30-ти лет работал сотрудником института «Укрпроектреставрация» (в деле восстановления памятников архитектуры и истории).
- С 1987 года член Союза художников УССР, затем — Национального союза художников Украины.
- В 2002 году соучредил Общественный комитет защиты архитектуры Киева.
- Работал на должности научного сотрудника Музея Магдебургского права.

## Деятельность

### Публикации
Более 400 публикаций по вопросам украинского искусства и архитектуры.

### Книги
- «Михайловский Златоверхий монастырь» (К., 1997,1999)
- «Андреевская церковь» (К., 1999)
- «Подольские храмы Киева» (2003)
- «Історичне середовище Києва: Хроніка нищення» (К, 2008)

### Реставрации
Участвовал в реставрации более 50 памятников старины и исторических объектов, среди которых:
- Андреевская церковь
- Кирилловская церковь
- Типография и келейные корпуса Киево-Печерской Лавры
- Флоровский монастырь (на Подоле в Киеве)
- Китаева пустынь
- Голосеева пустынь
- Михайловский Златоверхий монастырь (Киев)
- Успенский собор (Харьков)
- Покровский собор (Харьков)
- Парк «Александрия» (Белая Церковь)
- Дом А. П. Чехова (Ялта)